# چخماق بینه
چخماق بینه (ترکی آذربایجانی: Çaxmaq-Bina) یک منطقهٔ مسکونی در جمهوری آرتساخ است که در استان شاهومیان واقع شده‌است.